# Megaselia claripennis
Megaselia claripennis är en tvåvingeart som beskrevs av Bridarolli 1951. Megaselia claripennis ingår i släktet Megaselia och familjen puckelflugor. Inga underarter finns listade i Catalogue of Life.